# Маяк Ист-Черити-Шол
Маяк Ист-Черити-Шол (англ. Crossover Island Light) — маяк, расположенный в озере Онтарио близ границы США и Канады, примерно в 13 километрах от острова Вулф, округ Джефферсон, штат Нью-Йорк, США. Построен в 1877 году в Огайо. В 1935 году перевезён в штат Нью-Йорк. Автоматизирован в 1939 году.

## История
Маяк расположен на границе США и Канады, недалеко от истока реки Святого Лаврентия, примерно в 13 километрах от острова Вулф. Судоходство в этом месте достаточно оживлённое. На месте маяка долгое время был световой буй, однако его было недостаточно для безопасной навигации. В 1912 году пароход Рок Ферри (англ. Rock Ferry) сел на мель в этом месте. Современный маяк был построен в 1877 году как маяк Вермилион в штате Огайо. В 1929 году он был повреждён снежной бурей, и было решено перенести его в другое место. В 1934 году был построен квадратный бетонный пирс шириной 15 метров и высотой 5,5 метров для маяка с защитной отсыпью вокруг, а в 1935 на него установили сам маяк. Маяк представляет собой сооружение с первым этажом из бетона диаметром 6 метров и высотой 3.5 метра, на котором установлена чугунная башня. На маяке была установлена линза Френеля. В 1939 году Береговая охрана США автоматизировала маяк. В настоящее время маяк продолжает функционировать.
В 2008 году маяк был включён в Национальный реестр исторических мест.